# Конфликт ФАТХ и ХАМАС
Конфликт между Движением за национальное освобождение Палестины (ФАТХ) и Исламским движением сопротивления (ХАМАС) (араб. النزاع بين فتح وحماس‎), называемый также Гражданской войной в Палестине (араб. الحرب الأهلية الفلسطينية‎), — вооружённый конфликт, начавшийся в 2006 году, между двумя основными палестинскими политическими группировками, ФАТХ и ХАМАС, который привел к расколу Палестинской национальной администрации (ПНА) в 2007 году.
По результатам выборов в январе 2006 года большинство мест в Палестинском законодательном совете получила группировка ХАМАС, которая отказалась признавать ранее заключенные с Израилем мирные договоренности.
В основном вооружённые столкновения проходили в секторе Газа, в июне 2007 года полностью взятом под контроль сторонниками ХАМАС. В боевых действиях, в основном, принимали участие вооружённые отряды политических сил — Силы безопасности автономии, полиция, президентская гвардия, а также боевики Бригады мучеников аль-Аксы (ФАТХ) с одной стороны и боевики «Бригад Изз ад-Дина аль-Кассама» (Хамас, численностью до 12 тыс.) с другой.
Палестинская независимая комиссия по правам граждан обнаружила, что более 600 палестинцев были убиты в ходе боевых действий с января 2006 года по май 2007 года. В последующие годы в ходе конфликта были убиты или казнены ещё десятки человек.
Палестинская автономия оказалась расколота на два подконтрольных партиям анклава (сектор Газа — ХАМАС, Западный берег реки Иордан — ФАТХ). ХАМАС и ФАТХ были вынуждены начать диалог о формировании правительства национального единства. Однако каждый раз после подписания соглашений одна из сторон отказывалась соблюдать договоренности по причине отсутствия доверия, поэтому процесс примирения и объединения администраций ХАМАСа и ФАТХа остается незавершенным. 

## Эскалация конфликта
В мае—июне 2006 года Хамас сформировал новые подразделения полиции и попытался отстранить от власти полицию, подчиняющуюся Махмуду Аббасу — сторонников ФАТХа, а потом отказались увольняться с государственной службы.
20 октября 2006 в секторе Газа было совершено покушение на премьер-министра ПНА Исмаила Ханию (ХАМАС) со стороны активистов ФАТХа. Кортеж был обстрелян боевиками из стрелкового оружия.

## Столкновения в секторе Газа

### Предпосылки
В феврале 2007 года между руководителями Фатх и Хамас было достигнуто соглашение и создано коалиционное правительство. Международное сообщество в очередной раз потребовало, чтобы новое правительство ПНА признало Израиль, разоружило боевиков и прекратило насилие. Трёхсторонние переговоры между США, ПНА и Израилем закончились безрезультатно.

### Бои в секторе Газа
13 июня 2007 года боевики Хамас взорвали штаб-квартиру ФАТХ в городе Хан-Юнис на юге сектора Газа. В результате взрыва погибло 13 человек. Затем был уничтожен ретранслятор радиостанции «Голос Палестины», связанной с движением ФАТХ.
В июне Хамас военным путём захватил власть в секторе Газа, заявив о намерении создать там исламское государство. В ответ 14 июня председатель ПНА и лидер Фатх Махмуд Аббас объявил о роспуске правительства, ввёл на территории автономии режим чрезвычайного положения и взял всю полноту власти в свои руки. В результате вспыхнувшей кровопролитной гражданской войны за власть Хамас сохранил свои позиции лишь в секторе Газа, тогда как на Западном берегу реки Иордан власть сохранили сторонники Махмуда Аббаса. М. Аббас создал на Западном берегу новое правительство и назвал боевиков Хамас «террористами». Тем самым ПНА раскололась на два враждебных образования: Хамас (сектор Газа) и ФАТХ (Западный берег реки Иордан).

## Расформирование правительства
14 июня 2007 года Президент Палестинской автономии Махмуд Аббас объявил о расформировании правительства национального единства и введении чрезвычайного положения. Хания оказался отстранён с поста премьер-министра. Член Хамас, Сами Абу Зухри, объявил это решение «практически бесполезным», заявив, что Хания продолжит руководить правительством, несмотря на президентский декрет.

## Репрессии ХАМАСа против активистов и сторонников ФАТХа
Представитель ФАТХ Фахми аз-Захир утверждал, что во время израильской операции «Литой свинец» хамасовцы убили 16 и ранили более 80 активистов ФАТХ, использовав боевые действия для сведения счётов.
Представители правозащитной организации Amnesty International подтвердили эти обвинения в адрес Хамас и заявили, что располагают доказательствами причастности ХАМАС к убийству двадцати человек с 27 декабря 2008 до 10 февраля 2009 года.
Руководство движения ФАТХ в секторе Газа опубликовало детальный отчёт, в котором содержатся сведения об учинённых ХАМАСом расправах над политическими противниками, перечислены имена 120 политзаключённых и подвергшихся арестам на политической почве.
Приведены фамилии 210 активистов ФАТХа, арестованных в разное время. Многие из них томятся за решёткой несколько месяцев, другие заболели в тюрьме и срочно нуждаются в медицинской помощи.
Ещё 1013 сторонникам движения Абу-Мазена были вручены повестки с требованием явиться на допрос в штаб-квартиру разведки ХАМАС.

## Перемирия с ФАТХ

### Первое
3 мая 2011 года в Каире было подписано соглашение о межпалестинском примирении, участие в котором приняли функционеры ФАТХ и Хамас и представители ещё 11 политических движений и группировок ПНА. Позже договорённость о примирении была остановлена из-за разногласий по формированию кабинета ПНА, а также по вопросу освобождения заключённых.

### Второе
23 апреля 2014 года глава правительства сектора Газа, один из лидеров движения ХАМАС Исмаил Хания объявил об окончании семилетнего конфликта с движением ФАТХ. Стороны заявили, что в течение пяти недель будет сформировано временное правительство национального единства, а в течение полугода после того, как новое правительство получит одобрение парламента, будут проведены всеобщие выборы; по другим источникам — в течение полугода председатель Палестинской национальной администрации Махмуд Аббас должен издать указ о сроках проведения парламентских и президентских выборов. Последствием заключения мирного соглашения стало прекращение мирных переговоров между Израилем и Палестиной. 2 июня 2014 года в Рамалле было приведено к присяге новое, совместное, правительство ФАТХа и ХАМАС; премьер-министром стал Рами Хамдалла.

## Продолжение переговоров и реализация договорённостей
5 мая 2014 года стартовал новый раунд переговоров между политическими группами — глава ФАТХ и палестинской администрации Махмуд Аббас встретился с председателем политбюро ХАМАС Халедом Машалем в столице Катара Дохе. В тот же день с Машалем встретился и специальный представитель президента России по Ближнему Востоку, заместитель министра иностранных дел РФ Михаил Богданов. В ходе переговоров было отмечено, что восстановление единства палестинских рядов отвечает интересам палестино-израильского урегулирования.
13 мая вечером в сектор Газа прибыл член центрального комитета ФАТХ Аззам аль-Ахмед, курирующий вопросы урегулирования разногласий с ХАМАС, для обсуждения состава будущего правительства национального единства. В ходе переговоров, завершившихся ночью, были предложены первые кандидатуры членов кабинета и была достигнута договоренность, что министры будут «неаффилированными технократами», не входящими ни в ФАТХ, ни в ХАМАС.
14 мая началась передислокация штаба одной из силовых структур в соответствии с решением управления внутренних дел сектора Газа, из дома Махмуда Аббаса, экспроприированного ХАМАС в 2007 году. В доме планируется разместить официальное представительство президента Государства Палестина.
27 мая на пресс-конференции в городе Газа представители обоих движений сообщили о завершении согласования кандидатур министров—"неаффилированных технократов" в будущем правительстве национального согласия до проведения президентских и парламентских выборов на палестинских территориях, которые должны состояться через полгода после формирования правительства. Член Центрального комитета ФАТХ Аззам аль-Ахмед сообщил, что президент Махмуд Аббас официально объявит о завершении формирования нового кабинета уже на этой неделе, так как «точка зрения движений ФАТХ и ХАМАС будет представлена президенту с тем, чтобы он принял окончательное решение по составу кабинета». По некоторым данным, состав правительства президент объявит в Рамалле на Западном берегу реки Иордан 29 мая, и, что премьер-министр действующего правительства Рами Хамдалла возглавит и новое правительство. Позже, Аззам аль-Ахмад в Газе сказал журналистам, что «Хамдалла возглавит новое правительство. Нет никаких разногласий по этому вопросу».
31 мая в субботу президент Государства Палестина Махмуд Аббас заявил на встрече в Рамалле с пропалестинскими активистами из Франции, что общее «правительство будет объявлено в понедельник», добавив, что власти Израиля уведомили палестинскую администрацию о немедленном начале бойкота нового правительства. Премьер-министр Израиля Беньямин Нетаньяху призвал международное сообщество не торопиться с признанием нового правительства национального единства. По его мнению, это правительство будет поддерживать терроризм, так как в него войдут представители ХАМАС. Глава Палестинской автономии Махмуд Аббас опроверг эти опасения, заявив, что новый кабинет будет состоять из министров, не имеющих партийной принадлежности, и сказав, что «Израиль хочет наказать нас за достижение согласия с ХАМАС по вопросу о новом правительстве. На каждый шаг Израиля будет дан соответствующий палестинский ответ».
2 июня в резиденции «Мукатаа» в Рамалле Махмуд Аббас привёл к присяге новое «правительство национального единства» под руководством премьер-министра Рами Хамдаллы.